# Black Rock, Arkansas
Black Rock là một thành phố thuộc quận Lawrence, tiểu bang Arkansas, Hoa Kỳ. Năm 2010, dân số của thành phố này là 662 người.

## Dân số
- Dân số năm 2000: 717 người.
- Dân số năm 2010: 662 người.